# 윌슨 개울
윌슨 개울은 미국 미주리 주의 버논 카운티에 있는 개울이다. West Fork Clear Creek의 지류이다.
윌슨 개울은 개척자 시민 윌슨 대령의 이름에서 따온 것이다.

## 참조
- 미주리 강 목록